# Eleccions presidencials de Guinea Equatorial de 2016
Les eleccions presidencials de Guinea Equatorial de 2016 es van celebrar el 24 d'abril de 2016 a Guinea Equatorial.Hi va resultar reelegit el president Teodoro Obiang, encara que la legitimitat dels comicis va ser qüestionada seriosament, i foren considerades com a frau electoral per molts. Les eleccions van ser convocades per Obiang l'11 de març.

## Candidats
El principal candidat va ser l'actual president Teodoro Obiang Nguema Mbasogo, competint pel seu primer període després del referèndum constitucional de 2011, després del qual es va limitar el mandat presidencial a un màxim de dos períodes de set anys. Es va presentar com a candidat del Partit Democràtic de Guinea Equatorial (PDGE), sent recolzat a més per la Convenció Liberal Democràtica (CLD), la Convergència Social Democràtica i Popular (CSDP), l'Aliança Demòcrata Progressista (ADP), la Unió Popular (UP), la Unió Democràtica Nacional (UDENA), el Partit Liberal (PL), el Partit Social Demòcrata (PSD), el Partit Socialista de Guinea Equatorial (PSGE) i la Unió Democràtica Social (UDS). Obiang anuncià la seva candidatura per primer cop el 10 de novembre de 2015 en una convenció del PDGE.
El principal partit de l'oposició, la Convergència per a la Democràcia Social (CPDS), va boicotejar les eleccions, igual que una part important de l'oposició, acusant-les de ser irregulars, il·legals (en haver estat convocades abans d'hora, ja que estaven previstes per a octubre), i fraudulentes. La CPDS també va acusar Obiang de "no tenir la més mínima voluntat d'organitzar eleccions creïbles". El Front d'Oposició Democràtic, una coalició de partits dissidents, també va boicotejar l'elecció citant que aquesta seria anticonstitucional i que Obiang guanyaria amb una gran puntuació com a "resultat de frau". Després de la publicació dels resultats, la CPDS va qualificar als comicis com un "enèsim assalt al poder" d'Obiang.
Els candidats d'oposició que si van participar van ser principalment personalitats noves amb poc reconeixement polític, representant a forces extraparlamentàries. També va haver-hi tres candidats independents.
La llista completa de candidats va ser:
- Teodoro Obiang Nguema - Partit Democràtic de Guinea Equatorial (PDGE).
- Bonaventura Monsuy Asumu - Partit de la Coalició Socialdemòcrata (PCSD)
- Carmelo Mba Bacale Namabale - Acció Popular de Guinea Equatorial (APGE)
- Avelino Mocache Mehenga - Unió de Centredreta (UCD)
- Agustín Masoko Abegue - Independent
- Benedicto Obiang Mangue - Independent
- Tomas Mba Monabang - Independent

Els candidats d'oposició i independents van rebre en el seu conjunt 914.000 euros per finançar les seves campanyes, menteixis que el PDGE en va rebre 152.000. El candidat Buenaventura Mesuy del PCSD va denunciar al Govern per disminuir la subvenció en comparació de les eleccions presidencials anteriors, i va declarar que les eleccions serien un "frau monumental".

### Candidatura fallida de Gabriel Nsé Obiang
La Junta Electoral Nacional de Guinea Equatorial (JEN) va descartar la candidatura de l'opositor Gabriel Nsé Obiang Obono, del partit Ciutadans per la Innovació (CI). Si bé la raó oficial va ser que el candidat no tenia arrelament al país els últims cinc anys, la seva formació va denunciar que el règim d'Obiang buscava deixar fora la seva candidatura sota la falsa acusació de planejar un cop d'estat, i que la seu del partit havia estat envoltada de militars armats hores abans de la proclamació oficial de les candidatures. El ministre de l'Interior Clemente Engonga Nguema Onguene (president de la JEN) i el primer ministre Vicente Ehate Tomi desmentiren que el govern hagués realitzat aquestes acusacions, encara que la Junta Electoral va acusar CI de perpetrar actes violents.
Arran de l'atac de l'exèrcit, sis persones van resultar ferides i, segons els afectats, també diverses van resultar detingudes i mortes, incloent al cap de campanya que va resultar ferit. Nsé Obiang declarà que l'objectiu dels militars era eliminar-lo. Per acabar amb l'assetjament, el partit va sol·licitar l'ajuda de governs i institucions internacionals. Finalment, el 5 de maig, després de dues setmanes de setge, els militars van abandonar el cèrcol que envoltava la seu de partit. En total, s'hi trobaven tancats uns 200 militants i simpatitzants, i en l'assalt hi van participar prop de 300 efectius de l'Exèrcit.
Ciutadans per la Innovació va demanar als seus militants i simpatitzants abstenir-se en protesta per l'exclusió del seu candidat, la qual va ser qualificada per la formació com una exclusió política, ja que segons ells la Junta Electoral Nacional volia "costés el que costés evitar la concurrència" de Nse Obiang.
Nse Obiang va denunciar que el setge es va reprendre després de les eleccions i que els militars continuaven amb l'objectiu de matar-lo.

## Observació
L'elecció va ser supervisada per 40 observadors de la Unió Africana, liderats per l'expresident de Benín Yayi Boni i procedents de diversos països, així com de l'Institut Panafricà d'Assistència Electoral (IPAE) Altres organismes que hi participaren foren l'ONG Liga de Electores, la Comissió d'Observadors de la Comunitat de Països de Llengua Portuguesa (CPLP) la Comunitat Econòmica dels Estats d'Àfrica Central (CEEAC), i l'Institut de l'Estratègia per la Democràcia dels Estats Units. Aquests organismes, al contrari de la majoria de la comunitat internacional, van emetre comentaris positius sobre els comicis, declarant que van ser lliures i transparents. Les eleccions també van ser observades per Abdoulaye Bathily, enviat especial per a Àfrica Central del secretari general de les Nacions Unides, Ban Ki-moon.
Yayi Boni va felicitar públicament la població del país per la seva participació en els comicis.

## Denúncies
Tres dies després de l'anunci de la data de les eleccions, Human Rights Watch va denunciar que el Centre d'Estudis i Iniciatives per al Desenvolupament de Guinea Equatorial (una de les poques associacions civils independents) havia rebut l'ordre de tancar. D'acord amb EG Justice, un membre de la Unió de Centredreta va ser detingut i copejat per les autoritats durant la campanya. Reporters de la cadena Africa24 també van ser detinguts a la seva entrada al país durant cinc hores abans de ser alliberats.

## Resultats
Els resultats foren:
| Candidat | Partit                                 | Vots    | %    |
| --- | -------------------------------------- | ------- | ---- |
| Teodoro Obiang Nguema Mbasogo | Partit Democràtic de Guinea Equatorial | 278.360 | 93.7 |
| Avelino Mocache Mehenga | Unió de Centredreta                    | 4.598   | 1.5  |
| Buenaventura Monsuy Asumu | Partit de la Coalició Socialdemòcrata  | 4.436   | 1.5  |
| Benedicto Obiang Mangue | Independent                            | 2.812   | 0.9  |
| Carmelo Mba Bakale | Acció Popular de Guinea Equatorial     | 2.434   | 0.8  |
| Agustín Masoko Abegue | Independent                            | 2.434   | 0.8  |
| Tomas Mba Monabang | Independent                            | 2.162   | 0.7  |
| Vots vàlids | Vots vàlids                            | 297.236 | 100  |
| Vots nuls | Vots nuls                              | 7.066   | –    |
| Vots en blanc | Vots en blanc                          | 4.854   | –    |
| Total | Total                                  | 309.156 |      |
| Habitants inscrits/participació                                                                                                  | Habitants inscrits/participació        | 332.576 | 93.0 |
| Font: Ministeri d'Informació, Cultura i Turisme Arxivat 2016-07-11 a Wayback Machine., PDF Arxivat 2016-06-03 a Wayback Machine. |                                        |         |      |

## Conseqüències
Amb la victòria obtinguda, Teodoro Obiang va ser reelegit per a un nou mandat de set anys, que finalitzarà en 2023. El 2 de maig va tenir lloc la seva proclamació com a President de la República pel Tribunal Constitucional. Aquest mateix dia, es va dur a terme una festa per celebrar els resultats, on hi van participar Obiang i militants del PDGE. El 20 de maig va tenir lloc una cerimònia d'investidura.

### Reaccions
Obiang va rebre les felicitacions del seu rival electoral Benedicto Obiang Mangue, així com les del president de Camerun Paul Biya, les del president de la Xina Xi Jinping, les del president de l'Assemblea Suprema del Poble de Corea del Nord Kim Yong-nam, les del rei del Marroc Mohammed VI, les de l'activista pels drets civils Jesse Jackson, les del Rei dels zulus de Sud-àfrica Goodwill Zwelithini kaBhekuzulu, les del president de República Centreafricana Faustin Archange Touadera, i les d'una delegació estatunidenca encapçalada per l'ex-senadora Carol Moseley Braun. Per altra banda, Obiang va ser felicitat per l'Acadèmia Equatoguineana de la Llengua Espanyola.
D'altra banda, la Unió Europea va declarar que les eleccions havien estat "una oportunitat perduda per democratitzar el país". D'altra banda, el candidat Avelino Mocache Mehenga va rebutjar els informes emesos per la Unió Africana.